# اضافه‌بار حسی

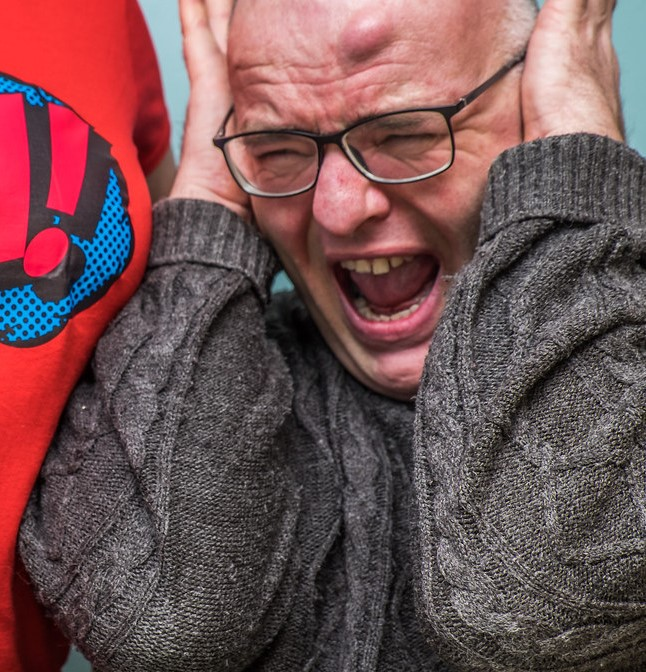
فرد تحت اضافه‌بار حسی

اضافه‌بار حسی (انگلیسی: Sensory overload) زمانی رخ می‌دهد که یکی یا بیشتر از یکی حس‌های بدن دچار تحریک بیش از حد (به انگلیسی: over-stimulation) از سمت محیط می‌شود. عوامل محیطی بسیاری وجود دارند که بر فرد تأثیر می‌گذارند. نمونه‌هایی از این عناصر عبارتند از: شهرنشینی، ازدحام، نویز، رسانه‌های گروهی، فناوری، و رشد انفجاری اطلاعات در عصر حاضر.